# WTA Finals 2021
|                                                                         |  |  |
| Winnaressen in het dubbelspel, Barbora Krejčíková en Kateřina Siniaková |  |  |

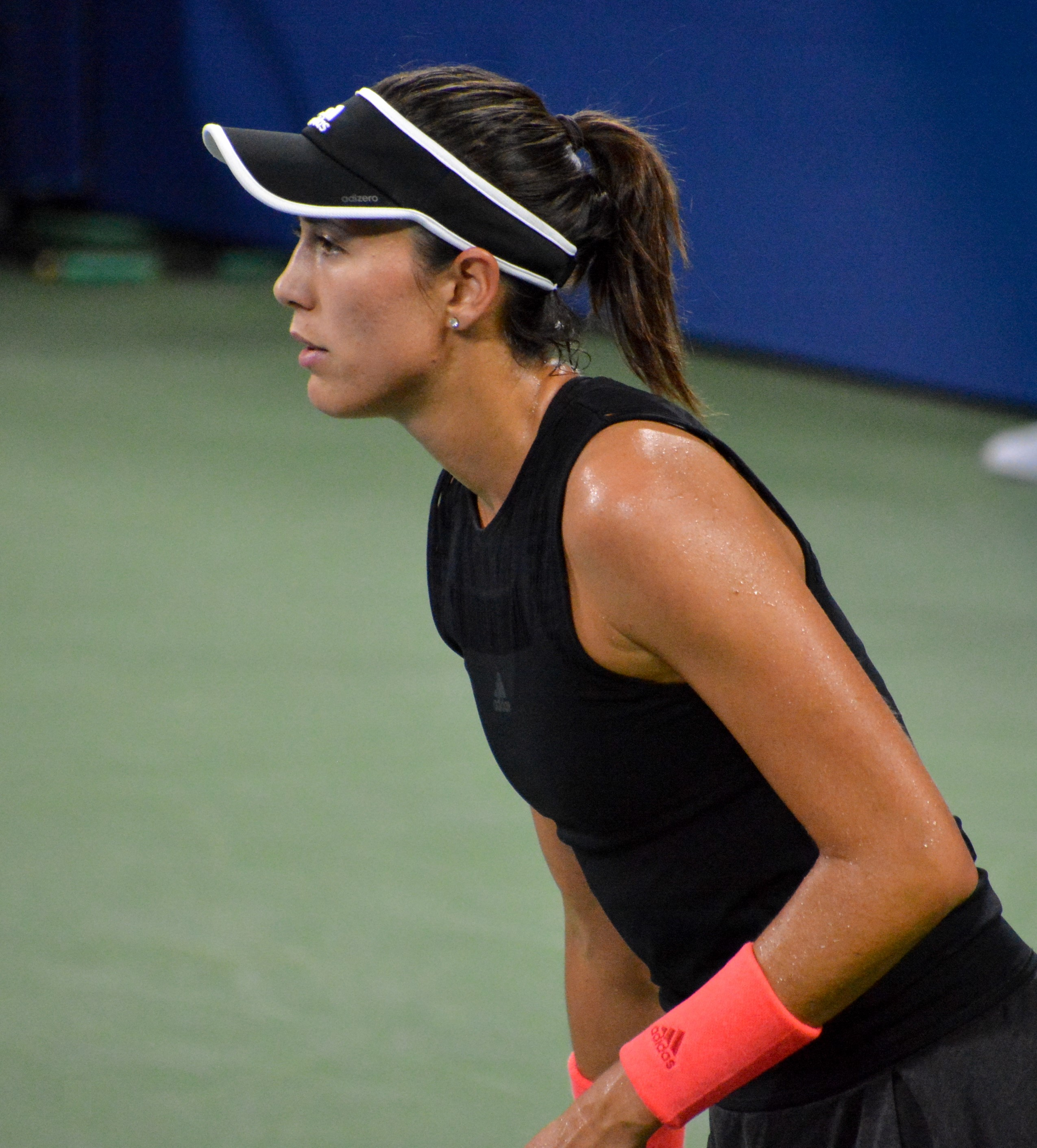
Winnares in het enkelspel, Garbiñe Muguruza

Het eindejaarstoernooi WTA Finals van 2021 werd gespeeld van woensdag 10 tot en met woensdag 17 november 2021. Het tennistoernooi vond plaats in de Mexicaanse stad Guadalajara. Het was de 50e editie van het toernooi. Er werd gespeeld op hardcourt-buitenbanen in het Panamerican Tennis Center.
Als gevolg van de coronapandemie werd het eindejaarstoernooi in 2020 niet gehouden. Bovendien bleek de gecontracteerde gastheer Shenzhen (China) ook in 2021 niet in staat om het toernooi onderdak te verlenen – daarom werd het eenmalig in Mexico ondergebracht.
Net als de vorige editie (2019) werd het enkelspeltoernooi gespeeld met acht deelnemers, en het dubbelspeltoernooi met acht koppels. In het enkelspeltoernooi wordt sinds 2003 gestart met een groepsfase – in het dubbelspel gebeurde dat pas in 2019 voor het eerst.
Eén speelster nam zowel aan het enkel- als aan het dubbelspeltoernooi deel: de Tsjechische Barbora Krejčíková. De Belgische Elise Mertens, die samen met Hsieh Su-wei deelnam aan het dubbelspeltoernooi, zat bij het enkelspel op de reservebank maar hoefde daar niet in actie te komen.
De winnares in het enkelspel kon minimaal $1.460.000 winnen (als zij de groepsfase met één zege zou doorkomen) en maximaal $1.680.000 (als zij ongeslagen kampioen zou worden). De winnaressen van het dubbelspel streken gezamenlijk $360.000 op, omdat zij het toernooi ongeslagen wonnen.

## Toernooisamenvatting
Enkelspel
De Australische titelhoudster, en nummer één van de wereldranglijst, Ashleigh Barty verkoos niet deel te nemen – zij gaf voorrang aan haar voorbereiding voor het nieuwe seizoen.
Het eerste reekshoofd, Wit-Russin Aryna Sabalenka, slaagde er niet in de groepsfase te ontstijgen. Zij verloor twee van haar drie partijen. De laatste enkelspelpartij van de groepsfase, waarin aan Sabalenka de toegang tot de halve finales werd ontzegd door Maria Sakkari, ging via twee tiebreak-sets naar een derde set: 7–6, 6–7, 6–3 en duurde 2 uur en 47 minuten, de langste partij van deze toernooi-editie.
Het zesde reekshoofd, Garbiñe Muguruza uit Spanje, won het toernooi. In de finale versloeg zij de als achtste geplaatste Estische Anett Kontaveit in twee sets. Muguruza wist voor het eerst in haar loopbaan het eindejaarstoernooi op haar naam te schrijven. Het was haar tiende WTA-titel, de derde van dat jaar. Zij won US$ 1.570.000 prijzengeld op dit toernooi.
Dubbelspel
Titelhoudsters Tímea Babos en Kristina Mladenovic hadden zich niet weten te kwalificeren voor deze editie van het toernooi.
Alle vier geplaatste teams deden wat zij moesten doen, en bereikten de halve finales.
De Nederlandse Demi Schuurs speelde samen met Nicole Melichar-Martinez uit de Verenigde Staten, met wie zij het vierde reekshoofd vormde – zij kwamen in de halve finale niet door het koppel Krejčíková/Siniaková heen.
Het als eerste geplaatste Tsjechische duo Barbora Krejčíková en Kateřina Siniaková won het toernooi. In de finale versloegen zij het als derde geplaatste koppel Hsieh Su-wei (Taiwan) en Elise Mertens (België) in twee sets. Het was hun tiende gezamenlijke titel. Krejčíková had daarnaast twee eerdere dubbelspeltitels met andere partners; Siniaková vijf.

## Enkelspel
Dit toernooi werd gespeeld van woensdag 10 tot en met woensdag 17 november 2021, met de groepsfase uitgespreid over zes dagen (10–15 november), de halve finales op 16 november en de finale op 17 november.
De acht deelneemsters vertegenwoordigden zes verschillende landen: Estland, Griekenland, Polen, Spanje (2x), Tsjechië (2x) en Wit-Rusland.

### Deelnemende speelsters
- Ranglijst per 8 november 2021.

| Nr. | Speelster          | rang | Groep†       | Resultaat    | Verloor van                   |
| --- | ------------------ | ---- | ------------ | ------------ | ----------------------------- |
| 1.  | Aryna Sabalenka    | 2    | Chichén Itzá | groepsfase   | Badosa, Sakkari               |
| 2.  | Barbora Krejčíková | 3    | Teotihuacán  | groepsfase   | Kontaveit, Muguruza, Plíšková |
| 3.  | Karolína Plíšková  | 4    | Teotihuacán  | groepsfase   | Kontaveit                     |
| 4.  | Maria Sakkari      | 6    | Chichén Itzá | halve finale | Anett Kontaveit               |
| 5.  | Iga Świątek        | 9    | Chichén Itzá | groepsfase   | Sakkari, Sabalenka            |
| 6.  | Garbiñe Muguruza   | 5    | Teotihuacán  | winnares     | winnares                      |
| 7.  | Paula Badosa       | 10   | Chichén Itzá | halve finale | Garbiñe Muguruza              |
| 8.  | Anett Kontaveit    | 8    | Teotihuacán  | finale       | Garbiñe Muguruza              |

Slechts twee speelsters namen al eerder deel aan de WTA Finals c.q.
WTA Tour Championships: Karolína Plíšková (4x) en Garbiñe Muguruza (3x).
Op de reservebank zaten Elise Mertens en Jessica Pegula – zij hoefden niet
in actie te komen.

### Prijzengeld en WTA-punten
| Resultaat                | Prijzengeld      | WTA-punten |
| ------------------------ | ---------------- | ---------- |
| winnares                 | R1 + $ 1.240.000 | R1 + 750   |
| finale                   | R1 + $ 420.000   | R1 + 330   |
| halve finale             | R1 + $ 30.000    | R1         |
| eerste ronde (3/3 zeges) | $ 440.000        | 750        |
| eerste ronde (2/3 zeges) | $ 330.000        | 625        |
| eerste ronde (1/3 zege)  | $ 220.000        | 500        |
| eerste ronde (0/3 zeges) | $ 110.000        | 375        |

- R1 = de opbrengst van de eerste ronde (groeps-
wedstrijden).
- Een foutloos parcours zou de winnares $ 1.680.000
en 1500 punten opgeleverd hebben.

### Halve finale en finale
|  | halve finale | halve finale     | halve finale    | halve finale | halve finale |                 |                  | finale | finale | finale | finale | finale |
|  |              |                  |                 |              |              |                 |                  |        |        |        |        |        |
|  | 7            | Paula Badosa     | 3               | 3            |              |                 |                  |        |        |        |        |        |
|  | 6            | Garbiñe Muguruza | 6               | 6            |              |                 |                  |        |        |        |        |        |
|  | 6            | Garbiñe Muguruza | 6               | 6            |              | 6               | Garbiñe Muguruza | 6      | 7      |        |        |        |
|  |              |                  |                 |              |              | 6               | Garbiñe Muguruza | 6      | 7      |        |        |        |
|  |              | 8                | Anett Kontaveit | 3            | 5            |                 |                  |        |        |        |        |        |
|  | 8            | 8                | Anett Kontaveit | 3            | 5            | Anett Kontaveit | 6                | 3      | 6      |        |        |        |
|  | 8            |                  |                 |              |              | Anett Kontaveit | 6                | 3      | 6      |        |        |        |
|  | 4            | Maria Sakkari    | 1               | 6            | 3            |                 |                  |        |        |        |        |        |

| Legenda | Legenda                  |
| ------- | ------------------------ |
| Q       | Qualifier                |
| WC      | Deelname via wildcard    |
| LL      | Lucky Loser              |
| r       | Opgave / trok zich terug |
| w/o     | Walk-over                |
| Alt     | Alternate                |
| SE      | Special Exempt           |
| PR      | Protected Ranking        |
| d       | Diskwalificatie          |

### Groepswedstrijden

#### Groep Chichén Itzá
Resultaten
| wedstrijd           | wedstrijd | wedstrijd           | score           |
| ------------------- | --------- | ------------------- | --------------- |
| Maria Sakkari (4)   | –         | Iga Świątek (5)     | 6-2, 6-4        |
| Paula Badosa (7)    | –         | Aryna Sabalenka (1) | 6-4, 6-0        |
| Paula Badosa (7)    | –         | Maria Sakkari (4)   | 7-64, 6-4       |
| Aryna Sabalenka (1) | –         | Iga Świątek (5)     | 2-6, 6-2, 7-5   |
| Iga Świątek (5)     | –         | Paula Badosa (7)    | 7-5, 6-4        |
| Maria Sakkari (4)   | –         | Aryna Sabalenka (1) | 7-61, 66-7, 6-3 |

Klassement
| nr. | speelster           | partijen w-v | sets w-v | games w-v |
| --- | ------------------- | ------------ | -------- | --------- |
| 1.  | Paula Badosa (7)    | 2-1          | 4-2      | 34-27     |
| 2.  | Maria Sakkari (4)   | 2-1          | 4-3      | 41-35     |
| 3.  | Aryna Sabalenka (1) | 1-2          | 3-5      | 35-44     |
| 4.  | Iga Świątek (5)     | 1-2          | 3-4      | 32-36     |

Bij een gelijke stand qua partijen is de uitslag van de onderlinge
wedstrijd beslissend voor de rangorde in het klassement.

#### Groep Teotihuacán
Resultaten
| wedstrijd             | wedstrijd | wedstrijd              | score          |
| --------------------- | --------- | ---------------------- | -------------- |
| Anett Kontaveit (8)   | –         | Barbora Krejčíková (2) | 6-3, 6-4       |
| Karolína Plíšková (3) | –         | Garbiñe Muguruza (6)   | 4-6, 6-2, 7-66 |
| Anett Kontaveit (8)   | –         | Karolína Plíšková (3)  | 6-4, 6-0       |
| Garbiñe Muguruza (6)  | –         | Barbora Krejčíková (2) | 2-6, 6-3, 6-4  |
| Karolína Plíšková (3) | –         | Barbora Krejčíková (2) | 0-6, 6-4, 6-4  |
| Garbiñe Muguruza (6)  | –         | Anett Kontaveit (8)    | 6-4, 6-4       |

Klassement
| nr. | speelster              | partijen w-v | sets w-v | games w-v |
| --- | ---------------------- | ------------ | -------- | --------- |
| 1.  | Anett Kontaveit (8)    | 2-1          | 4-2      | 32-23     |
| 2.  | Garbiñe Muguruza (6)   | 2-1          | 5-3      | 40-38     |
| 3.  | Karolína Plíšková (3)  | 2-1          | 4-4      | 33-40     |
| 4.  | Barbora Krejčíková (2) | 0-3          | 2-6      | 34-38     |

Als drie speelsters een gelijke stand qua partijen hebben, is
de setbalans beslissend voor de rangorde in het klassement.

## Dubbelspel
Groepsfase 10 tot en met 15 november, halve finales op 16 november en de finale op 17 november.

### Deelnemende teams
- Ranglijst per 8 november 2021.

| Nr. | Team                                  | rang     | Groep†       | Resultaat    | Verloren van                                           |
| --- | ------------------------------------- | -------- | ------------ | ------------ | ------------------------------------------------------ |
| 1.  | Barbora Krejčíková Kateřina Siniaková | 3+2=5    | El Tajín     | winnaressen  | winnaressen                                            |
| 2.  | Shuko Aoyama Ena Shibahara            | 6+6=12   | Tenochtitlán | halve finale | Hsieh Su-wei Elise Mertens                             |
| 3.  | Hsieh Su-wei Elise Mertens            | 1+4=5    | El Tajín     | finale       | Barbora Krejčíková Kateřina Siniaková                  |
| 4.  | Nicole Melichar-Martinez Demi Schuurs | 13+12=25 | Tenochtitlán | halve finale | Barbora Krejčíková Kateřina Siniaková                  |
| 5.  | Samantha Stosur Zhang Shuai           | 24+8=32  | Tenochtitlán | groepsfase   | Melichar/Schuurs, Jurak/Klepač                         |
| 6.  | Alexa Guarachi Desirae Krawczyk       | 14+21=35 | El Tajín     | groepsfase   | Hsieh/Mertens, Krejčíková/Siniaková                    |
| 7.  | Darija Jurak Andreja Klepač           | 10+25=35 | Tenochtitlán | groepsfase   | Aoyama/Shibahara, Melichar/Schuurs                     |
| 8.  | Sharon Fichman Giuliana Olmos         | 26+23=49 | El Tajín     | groepsfase   | Krejčíková/Siniaková, Guarachi/Krawczyk, Hsieh/Mertens |

Op de reservebank zaten Nadija Kitsjenok met Raluca Olaru en Marie Bouzková met
Lucie Hradecká – zij hoefden niet in actie te komen.

### Prijzengeld en WTA-punten
| Resultaat                | Prijzengeld (per team) | WTA- punten |
| ------------------------ | ---------------------- | ----------- |
| winnaressen              | R1 + $ 250.000         | R1 + 750    |
| finale                   | R1 + $ 80.000          | R1 + 330    |
| halve finale             | R1                     | R1          |
| eerste ronde (3/3 zeges) | $ 110.000              | 750         |
| eerste ronde (2/3 zeges) | $ 90.000               | 625         |
| eerste ronde (1/3 zege)  | $ 70.000               | 500         |
| eerste ronde (0/3 zeges) | $ 50.000               | 375         |

- R1 = de opbrengst van de eerste ronde
(groepswedstrijden).
- Hun foutloos parcours leverde het winnende
koppel $ 360.000 en 1500 punten op.

### Halve finale en finale
|  | halve finale | halve finale                          | halve finale               | halve finale | halve finale |                            |   | finale                                | finale | finale | finale | finale |
|  |              |                                       |                            |              |              |                            |   |                                       |        |        |        |        |
|  | 1            | Barbora Krejčíková Kateřina Siniaková | 3                          | 6            | [10]         |                            |   |                                       |        |        |        |        |
|  | 4            | Nicole Melichar-Martinez Demi Schuurs | 6                          | 3            | [6]          |                            |   |                                       |        |        |        |        |
|  | 4            | Nicole Melichar-Martinez Demi Schuurs | 6                          | 3            | [6]          |                            | 1 | Barbora Krejčíková Kateřina Siniaková | 6      | 6      |        |        |
|  |              |                                       |                            |              |              |                            | 1 | Barbora Krejčíková Kateřina Siniaková | 6      | 6      |        |        |
|  |              | 3                                     | Hsieh Su-wei Elise Mertens | 3            | 4            |                            |   |                                       |        |        |        |        |
|  | 2            | 3                                     | Hsieh Su-wei Elise Mertens | 3            | 4            | Shuko Aoyama Ena Shibahara | 2 | 2                                     |        |        |        |        |
|  | 2            |                                       |                            |              |              | Shuko Aoyama Ena Shibahara | 2 | 2                                     |        |        |        |        |
|  | 3            | Hsieh Su-wei Elise Mertens            | 6                          | 6            |              |                            |   |                                       |        |        |        |        |

| Legenda | Legenda                  |
| ------- | ------------------------ |
| Q       | Qualifier                |
| WC      | Deelname via wildcard    |
| LL      | Lucky Loser              |
| r       | Opgave / trok zich terug |
| w/o     | Walk-over                |
| Alt     | Alternate                |
| SE      | Special Exempt           |
| PR      | Protected Ranking        |
| d       | Diskwalificatie          |

### Groepswedstrijden

#### Groep El Tajín
Resultaten
| wedstrijd                                 | wedstrijd | wedstrijd                           | score             |
| ----------------------------------------- | --------- | ----------------------------------- | ----------------- |
| Hsieh Su-wei Elise Mertens (3)            | –         | Alexa Guarachi Desirae Krawczyk (6) | 7-63, 6-2         |
| Barbora Krejčíková Kateřina Siniaková (1) | –         | Sharon Fichman Giuliana Olmos (8)   | 6-4, 6-1          |
| Barbora Krejčíková Kateřina Siniaková (1) | –         | Hsieh Su-wei Elise Mertens (3)      | 6-3, 6-1          |
| Alexa Guarachi Desirae Krawczyk (6)       | –         | Sharon Fichman Giuliana Olmos (8)   | 0-6, 6-3, [11-9]  |
| Barbora Krejčíková Kateřina Siniaková (1) | –         | Alexa Guarachi Desirae Krawczyk (6) | 5-7, 7-63, [10-7] |
| Hsieh Su-wei Elise Mertens (3)            | –         | Sharon Fichman Giuliana Olmos (8)   | 6-4, 7-63         |

Klassement
| nr. | team                                      | partijen w-v | sets w-v | games w-v |
| --- | ----------------------------------------- | ------------ | -------- | --------- |
| 1.  | Barbora Krejčíková Kateřina Siniaková (1) | 3-0          | 6-1      | 37-22     |
| 2.  | Hsieh Su-wei Elise Mertens (3)            | 2-1          | 4-2      | 30-30     |
| 3.  | Alexa Guarachi Desirae Krawczyk (6)       | 1-2          | 3-5      | 28-35     |
| 4.  | Sharon Fichman Giuliana Olmos (8)         | 0-3          | 1-6      | 24-32     |

#### Groep Tenochtitlán
Resultaten
| wedstrijd                                 | wedstrijd | wedstrijd                                 | score               |
| ----------------------------------------- | --------- | ----------------------------------------- | ------------------- |
| Shuko Aoyama Ena Shibahara (2)            | –         | Darija Jurak Andreja Klepač (7)           | 6-0, 6-4            |
| Nicole Melichar-Martinez Demi Schuurs (4) | –         | Samantha Stosur Zhang Shuai (5)           | 6-2, 6-2            |
| Shuko Aoyama Ena Shibahara (2)            | –         | Nicole Melichar-Martinez Demi Schuurs (4) | 6-4, 7-65           |
| Darija Jurak Andreja Klepač (7)           | –         | Samantha Stosur Zhang Shuai (5)           | 610-7, 7-64, [10-5] |
| Samantha Stosur Zhang Shuai (5)           | –         | Shuko Aoyama Ena Shibahara (2)            | 4-6, 6-3, [10-7]    |
| Nicole Melichar-Martinez Demi Schuurs (4) | –         | Darija Jurak Andreja Klepač (7)           | 6-4, 3-6, [10-2]    |

Klassement
| nr. | team                                      | partijen w-v | sets w-v | games w-v |
| --- | ----------------------------------------- | ------------ | -------- | --------- |
| 1.  | Shuko Aoyama Ena Shibahara (2)            | 2-1          | 5-2      | 34-25     |
| 2.  | Nicole Melichar-Martinez Demi Schuurs (4) | 2-1          | 4-3      | 32-27     |
| 3.  | Darija Jurak Andreja Klepač (7)           | 1-2          | 3-5      | 28-35     |
| 4.  | Samantha Stosur Zhang Shuai (5)           | 1-2          | 3-5      | 28-35     |

Bij een gelijke stand qua partijen is de uitslag van de onderlinge
wedstrijd beslissend voor de rangorde in het klassement.